# Фарсакидис, Георгиос
Гео́ргиос Фарсаки́дис (греч. Γιώργος Φαρσακίδης; род. 1926, Одесса) — греческий художник, гравёр, писатель и мемуарист.
Член компартии Греции и участник Греческого Сопротивления.

## Биография
Георгиос Фарсакидис родился в греческой семье в советской Одессе в 1926 году.
Его отец, выпускник Русского торгового училища Константинополя, был борцом греческого ирредентизма, за что был гоним турками и нашёл убежище в России. Мать была из богатой греческой семьи Одессы и имела «подобающее» для барышень её круга образование.
Семья репатриировалась в Грецию в 1934 году.
Отец имел энциклопедическое образование, но был человеком скромным и мягким, в силу чего получил от посетителей соседней кофейни прозвище «Святой».
Мать была богобоязненной, но считала отца «неудачником», поскольку «живя в обществе волков, нельзя с крестом в руке прокормить семью». Отец, будучи поклонником Эпикура, в беседах с сыном «тайком», освободил его от боязни метафизики, вызвав реакцию матери: «Говори ему такое, не бояться Бога, не бояться меня»!
В отличие от одарённой сестры, мать именовала Георгиоса «бездарем».
В годы тройной, германо-итало-болгарской, оккупации Греции (1941—1944) Фарсакидис принял участие в Греческом Сопротивлении.
Его мать помогала печатать листовки и содействовала отправке к партизанам бежавших из плена советских военнопленных.
Восемнадцатилетним юношей, в составе одной из образцовых рот молодёжной организации ЭПОН в Центральной Македонии, Фарсакидис был дважды ранен в боях против немецких и болгарских оккупантов и серьёзно повредил себе обе руки, оставшись по сути инвалидом.
В ходе последовавших после войны гонениях против участников Греческого Сопротивления, Фарсакидис также был сослан в концлагерь Макронисос и на острова Агиос Эвстратиос, Ярос и Лерос, где в общей сложности пробыл 16 с половиной лет.
Будучи художником-самоучкой, запечатлел лагерную жизнь и образы своих товарищей по заключению.
В конце 1956 года, после своего освобождения, Фарскадис поблагодарил свою мать не только за финансовую поддержку, но и за то, что мать ни разу не заикнулась о том, чтобы он отрёкся от своих идей. Мать уничижительно взглянула на него и пригвоздила своим сарказмом: «Ты с рождения был твердолобым, не хватало ещё, чтобы ты вернулся с опущенной головой!»
Много позже, в память матери, Фарсакидис издал альбом «Любви и одиночества», основанный на коллекции 140 старых открыток, полученных матерью в Одессе.
В 1964 году он издал книгу «Макронисос», ставшую первым изданием с художественными свидетельствами и текстами о преступлениях совершённых в этом концлагере. Последовал иск одного из офицеров охраны лагеря и одного из будущих Чёрных полковников, Д. Иоаннидиса, конфискация альбома и арест Фарсакидиса. После падения военного режима полковников (1974) альбом переиздавался ещё 4 раза.
После падения военного режима в 1974 году, Фарсакидис публиковал свои работы в газетах, выставлял и издавал свои работы.
В 1984 году, его книга «Первая Родина» (посвящённая Одессе) получила Первый приз Общества греческих литераторов.
Его художественная и литературная деятельность стала известна в Советском Союзе и других странах.
Заметки и представления работ Фарсакидиса были опубликованы в газетах «Правда», «Известия», «Советская культура» и других, а также были представлены советским телевидением. Приглашённый издательством «Правды» на празднование тридцатилетия антифашистской Победы, Фарсакидис был награждён за свою антифашистскую и художественную деятельность Золотой медалью Советского комитета мира.
В последующие годы продолжил выставлять свои художественные работы, написал ряд книг — мемуаров, а также эссе по вопросам истории и философии.
Среди изданных им книг: «Они никогда не стали двадцатилетними», «Философ», «Лечебная „ложь“ и скверные подходы», «Одиннадцать дней и три года гражданской войны», «Ранняя юность», «Как собрался отправиться в Итаку», «Позорное соглашение и холокост Хортиатиса».
Кроме этого, он издал ряд альбомов со своими работами: «Макронисос», «Места ссылок», «Любви и одиночества», «Уличные профессии», «За ребёнка, за жизнь, за Мир», «Здесь Политехнический». «Десять гравюр» и др..
Выставлял свои работы во многих городах Греции.
Фарсакидис является членом Палаты изобразительных искусств Греции и Общества греческих литераторов.

## Некоторые из 17 книг Фарсакидиса
- «Илиада»[8].

Рассказы, написанные в юности, листая принадлежащее отцу иллюстрированное издание Илиады Гомера (на французском). Эту работу Фарсакидис посвятил своему отцу.
Издание иллюстрировано 24 литографиями (по одной на каждую рапсодию) французского художника XIX века Henri-Paul Motte, с включением отрывков Гомера.
- «Одиннадцать дней и два года гражданской войны»[11].

В книге Фарсакидис описывает события конца 1944 года, свой арест, «Одиннадцать дней», своего допроса в полицейском участке Салоник и «три года» пребывания в концлагере Макронисоса и на острове Агиос Эвстратиос, и трибунал 1951 года.
- Лечебная ложь и скверные подходы[13].

В своей книге Фарсакидис нарушает видение истории официальной историографией. Он даёт далёкие от стереотипов образы другого Апостола Павла, другого Александра Великого, другого Нерона, другого Константина Великого, другого Эпикура.
- «Как собрался отправиться в Итаку»[15].

Художественное описание греческой истории последнего столетия, от украинского похода греческой армии до конца XX века. Описываются также личные свидетельства писателя о событиях века.
- Места ссылок[17].

Альбом с зарисовками Фарсакидиса из концентрационных лагерей и мест ссылки.